# Castelbosco
Castelbosco è un castello situato nelle vicinanze di Campremoldo Sopra, frazione del comune italiano di Gragnano Trebbiense, in provincia di Piacenza.
Il castello ospita il museo della merda.

## Storia
La data della costruzione del castello, situato in una località che nel 1186 era sotto il controllo dei nobili da Pecorara, risale al XIII secolo, probabilmente ad opera della famiglia Scotti, che nella seconda parte del secolo aveva ampliato i propri possedimenti nella zona.
La presenza del castello viene segnalata per la prima volta nel 1314 per alcuni fatti d'arme svoltisi nell'ambito delle contese tra nobili e populares; è poi citato nel 1335 tra i castelli che rimasero fedeli alla famiglia Visconti nella guerra che vedeva i milanesi opposti al papato. Durante il XIV secolo subì diversi assalti de parte della fazione guelfa, che culminarono nella sua distruzione.

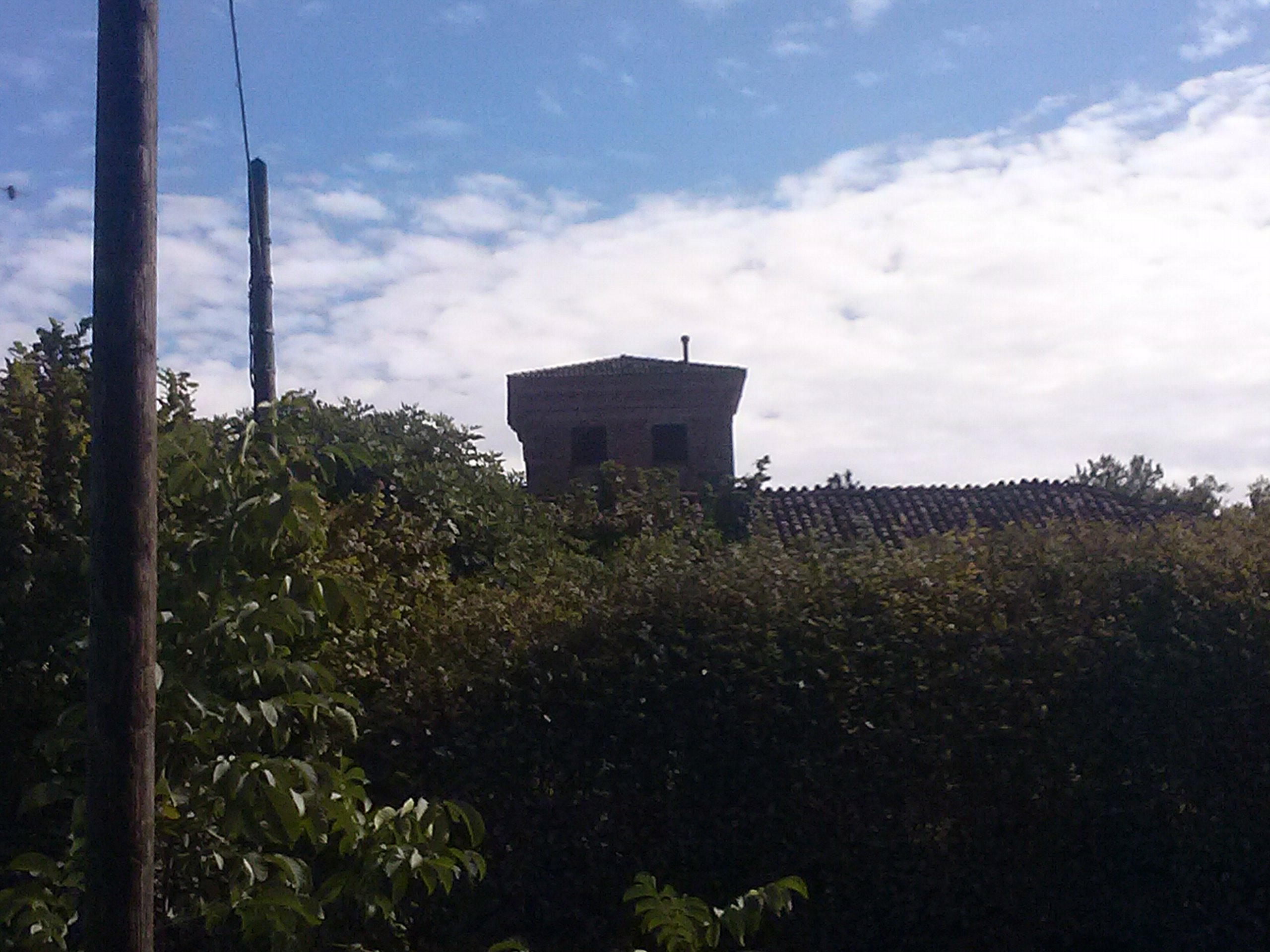
La sommità della torre

Nel 1482 venne riedificato da Antonio Maria Scotti che aveva ottenuto una licenza ducale che gli permetteva di fare ciò. Nel 1546 Marc'Antonio Scotti ottenne, da parte del duca di Parma e Piacenza Pier Luigi Farnese, che la propria signoria su Castelbosco fosse elevata a marchesato. Nel 1624 il possesso di Castelbosco, così come delle vicine Campremoldo Sopra e Campremoldo Sotto, venne confermato agli Scotti da parte della Camera Ducale farnesiana in virtù del diritto di "disporre di detti luoghi a favore dei figli e discendenti maschi e legittimi" concesso da parte di Odoardo I Farnese. Nel 1636 il castello venne danneggiato da parte delle truppe spagnole impegnate nella guerra contro il ducato farnesiano; a seguito di queste azioni, il feudatario Luigi Scotti fu obbligato a un considerevole sforzo economico per la sistemazione del forte.
All'interno del castello morì, nel dicembre del 1737, il pittore Giovanni Battista Tagliasacchi.
La famiglia Scotti mantenne il possesso del castello fino al 1818 quando esso fu ceduto ai conti Galli, ai quali succedette prima il conte Giuseppe Nasalli Rocca, poi la famiglia Chiapponi e infine la famiglia Locatelli da Camairago, che vi ha avviato un'attività di allevamento di bovini, alla quale nel 2015 si è aggiunto il museo della Merda.

## Struttura
Il castello presenta una pianta rettangolare e, pur caratterizzato da dimensioni ridotte, presenta elementi interessanti come i merli e alcune tracce del ponte levatoio principale posto a scavalco del fossato e dotato di pseudo rivellino, al quale se ne affiancava in origine un secondo sul lato opposto. Nel complesso rimangono due torri: una, notevolmente modificata rispetto all'aspetto iniziale, che si eleva rispetto al corpo centrale e un'altra, ribassata fino ad eguagliare l'altezza della linea delle cortine e dotata di tetto a falda singola. L'edificio si presenta in buone condizioni di conservazione.
L'ingresso maestro dà sul giardino e permette l'accesso a una grande scala che conduce al piano nobile, dove si trova un cortile interno su cui danno i diversi ambienti. Nei pressi del complesso sono stati costruiti negli anni diversi edifici destinati ad un uso rurale, che si affiancano ad altri edifici preesistenti, probabilmente le originarie scuderie, anch'essi modificati per un uso agricolo.

## Museo
Il castello ospita dal 2015 il museo della Merda, nato da un'idea dell'imprenditore agricolo Gianantonio Locatelli, che aveva in precedenza avviato un allevamento bovino nei pressi del castello, riguardo allo sfruttamento delle 150 t di sterco prodotte giornalmente dagli animali. All'interno del museo sono presenti opere sul tema prodotte da diversi artisti, tra cui David Tremlett e Anne e Patrick Poirier, nonché diverse testimonianze, provenienti dalle epoche più varie: dalla divinità egizia dello scarabeo stercorario, assunto anche a simbolo del museo, all'utilizzo dello sterco per la costruzione di edifici in epoca pre-antica, dalle opere di autori di epoca romana come la Naturalis historia di Plinio il Vecchio all'utilizzo dello sterco nelle arti figurative, fino alla moderna ricerca scientifica.